# Mycalesis borneensis
Mycalesis borneensis är en fjärilsart som beskrevs av Hans Fruhstorfer 1906. Mycalesis borneensis ingår i släktet Mycalesis och familjen praktfjärilar. Inga underarter finns listade i Catalogue of Life.